# …And You Will Know Us by the Trail of Dead
…And You Will Know Us by the Trail of Dead – pochodząca z Teksasu grupa indierockowa, utworzona w roku 1994 przez Jasona Reece oraz Conrada Keely. Pozostali członkowie zespołu to: Kevin Allen, Danny Wood oraz Doni Schroader.

## Dyskografia
- …And You Will Know Us by the Trail of Dead (1998)
- Madonna (1999)
- Source Tags & Codes (2002)
- Worlds Apart (2005)
- So Divided (2006)
- The Century of Self (2009)
- Tao of the Dead (2011)